# Nat Mara
Nu'utaivava Natapu Mara, plus connu sous le nom de Nat Mara, est un musicien et chef de troupe né à Tahiti en 1922 et mort à Auckland en 1986.

## Biographie
Nat Mara a servi dans l'armée de l'air française libre dans l'escadron lorrain en tant qu'opérateur sans fil et mitrailleur de l'air pendant la Seconde Guerre mondiale. Il a rencontré et épousé Joyce Elizabeth Riley (1921-1959) en Angleterre pendant la Seconde Guerre mondiale. Ils ont émigré d'Angleterre à Rurutu, puis en Nouvelle-Zélande en 1948. Ils ont eu deux enfants. Il s'est remarié après la mort de Joyce vers 1958 et a eu trois autres enfants avec sa deuxième épouse.
Il crée la Tahiti Nui Society à Auckland au début des années 1960. Il dirige le groupe Nat Mara and His Tahitians qui a fait de nombreux albums 33 tours de musique tahitienne avec Viking Records à Auckland. Nat Mara a dirigé une troupe tahitienne de danse hula qui comprenait sa fille Diane (Diane Lysette Mara, 1951-), et a donné des spectacles à Auckland et dans tout le Pacifique à la fin des années 1960.
Les morceaux enregistrés par Nat Mara and His Tahitians font partie des plus grands standards de musique polynésienne, constamment réédités et diffusés sur les ondes aux quatre coins du monde.

## Distinctions
- Titulaire de la Médaille Militaire et de la Croix de Guerre.